# 豊田市立佐切小学校
豊田市立佐切小学校（とよたしりつ さぎりしょうがっこう）は、愛知県豊田市上脇町にある公立小学校。

## 概要
- 国閑町、上佐切町、上脇町、下国谷町の一部、下佐切町、白倉町、平折町が校区であり、公立中学校の進学先は豊田市立足助中学校である[1]。
- 豊田市の小規模特認校に指定されており、一部は豊田市内の別の校区から転入学してきた児童である[2]。
- 旧・東加茂郡足助町の一部（盛岡村）の小学校であった。

## 沿革
- 1876年（明治9年）1月 - 上佐切村に仁王学校甲分校が設置される。
- 1887年（明治20年） - 佐切学校として独立する。
- 1889年（明治22年）10月1日 - 追分村、野林村、岩神村、国閑村、上佐切村、上脇村、四ツ松村、東山中村、栃本村、上小田村、沢ノ堂村、上国谷村、下国谷村、桑原田村、中国谷村、下佐切村、平折村が合併し、盛岡村となる。
- 1892年（明治25年） - 佐切尋常小学校に改称する。
- 1907年（明治40年）1月 - 盛岡第三尋常小学校に改称する。
- 1941年（昭和16年）4月1日 - 盛岡第三国民学校に改称する。
- 1947年（昭和22年）4月1日 - 盛岡村立佐切小学校に改称する。
- 1955年（昭和30年）4月1日 - 足助町、盛岡村、賀茂村、阿摺村が合併し、足助町となる。同時に足助町立佐切小学校に改称
- 2005年（平成17年）4月1日 - 足助町が豊田市へ編入される。同時に豊田市立佐切小学校に改称する。下国谷町の大部分と東大島町が則定小学校校区に移る。

## 交通アクセス
- 名鉄バス岡崎・足助線「佐切」バス停より徒歩約25分。

名鉄東岡崎駅より【18系統】「足助」行。
- 足助地域バス「あいま～る」「上脇SB待合所」バス停より徒歩約6分。　※運行日注意